# John Jamieson
Pour les articles homonymes, voir Jamieson.
John Jamieson, né le 3 mars 1759 à Glasgow et mort le 12 juillet 1838 à Édimbourg, est un lexicographe et philologue écossais.
Il est surtout connu pour son Dictionary of the Scottish Language (1808-1809).

## Biographie
Né à Glasgow en mars 1759, il est le fils de John Jamieson, pasteur de la congrégation associée de Duke Street. Il fait ses études à la Glasgow Grammar School (en) puis étudie à l'université de Glasgow de 1768 à 1771 avant de faire ses études de théologie à l'université d'Édimbourg de 1775 à 1776. Il est ensuite autorisé à prêcher en 1781 et devient le pasteur de la congrégation sécessionniste (Anti-burgher (en)) de Forfar (Angus). Il a alors 23 ans et est consacré le 23 août 1780.
En 1788, il doit remplacer le pasteur Adam Gib (en) à la Nicolson Street Church (en), à Édimbourg, mais il n'accepte qu'à sa prochaine vacance, étant installée le 30 mai 1797.
Jamieson est élu membre de la Royal Society of Edinburgh en 1803 sous le parrainage de James Bonar, Alexander Fraser Tytler et William Moodie (en). Il est également membre de la Society of Antiquaries of Scotland et est élu membre de l'American Antiquarian Society en 1816.
En 1827, il est élu membre du Bannatyne Club.
Il prend sa retraite en raison de problèmes de santé en 1830 et meurt chez lui, 4 George Square à Édimbourg le 12 juillet 1838. Il est inhumé das le cimetière de St Cuthbert avec son fils Robert (décédé avant lui) dans une grande tombe élaborée dans la section sud. Son inscription se trouve au dos du monument,.

## Œuvres
L'ouvrage majeur de Jamieson, le Dictionnaire étymologique de la langue écossaise, est paru en deux volumes en 1808,,. Lors d'une réunion, le savant danois Grímur Jónsson Thorkelin avait suggéré ce travail, et, travaillant avec le glossaire de Thomas Ruddiman à la version de l' Énéide de Gavin Douglas, Jamieson termine le travail presque seul. Il prépare un abrégé en 1818 (réédité en 1846 avec un mémoire de John Johnstone), et aidé de nombreux autres, il ajoute deux volumes supplémentaires en 1825. L'ouvrage puise dans le folklore et les provincialismes. La dissertation d'introduction soutient une théorie sur de l'influence picte sur la langue écossaise. Une édition révisée par John Longmuir et David Donaldson a été publiée en 1879–1887. Ces volumes sont restés l'ouvrage de référence standard pour la langue écossaise jusqu'à la publication du Scottish National Dictionary (en) en 1931.
Les autres œuvres de Jamieson comprennent :
- 1786 : Socinianism Unmasked
- 1789 : The Sorrows of Slavery
- 1791 : Sermons on the Heart, 2 vols
- 1791 : Congal and Fenella, a Metrical Tale
- 1795 : Vindication of the Doctrine of Scripture, in reply to Joseph Priestley's History of Early Opinions, 2 vols
- 1798 : A Poem on Eternity
- 1799 : Remarks on Rowland Hill's Journal
- 1802 : The Use of Sacred History, 2 vols
- 1806 : Important Trial in the Court of Conscience
- 1808 : Etymological Dictionary of the Scottish Language, 2 vols
- 1811 : A Treatise on the Ancient Culdees of Iona also retitled A History of the Culdees
- 1814 : Hermes Scythicus
- 1825 : Supplement to the Etymological Dictionary of the Scottish Language, 2 vols
- 1828 : Views of the Royal Palaces of Scotland, posthume
- 1844 : Dissertations on the Reality of the Spirit's Influence, posthume